# Małyniwka (obwód iwanofrankiwski)
Małyniwka (ukr.  Малинівка) – wieś na Ukrainie, w  obwodzie iwanofrankiwskim, w rejonie rohatyńskim.